# Новый Кривой Рог

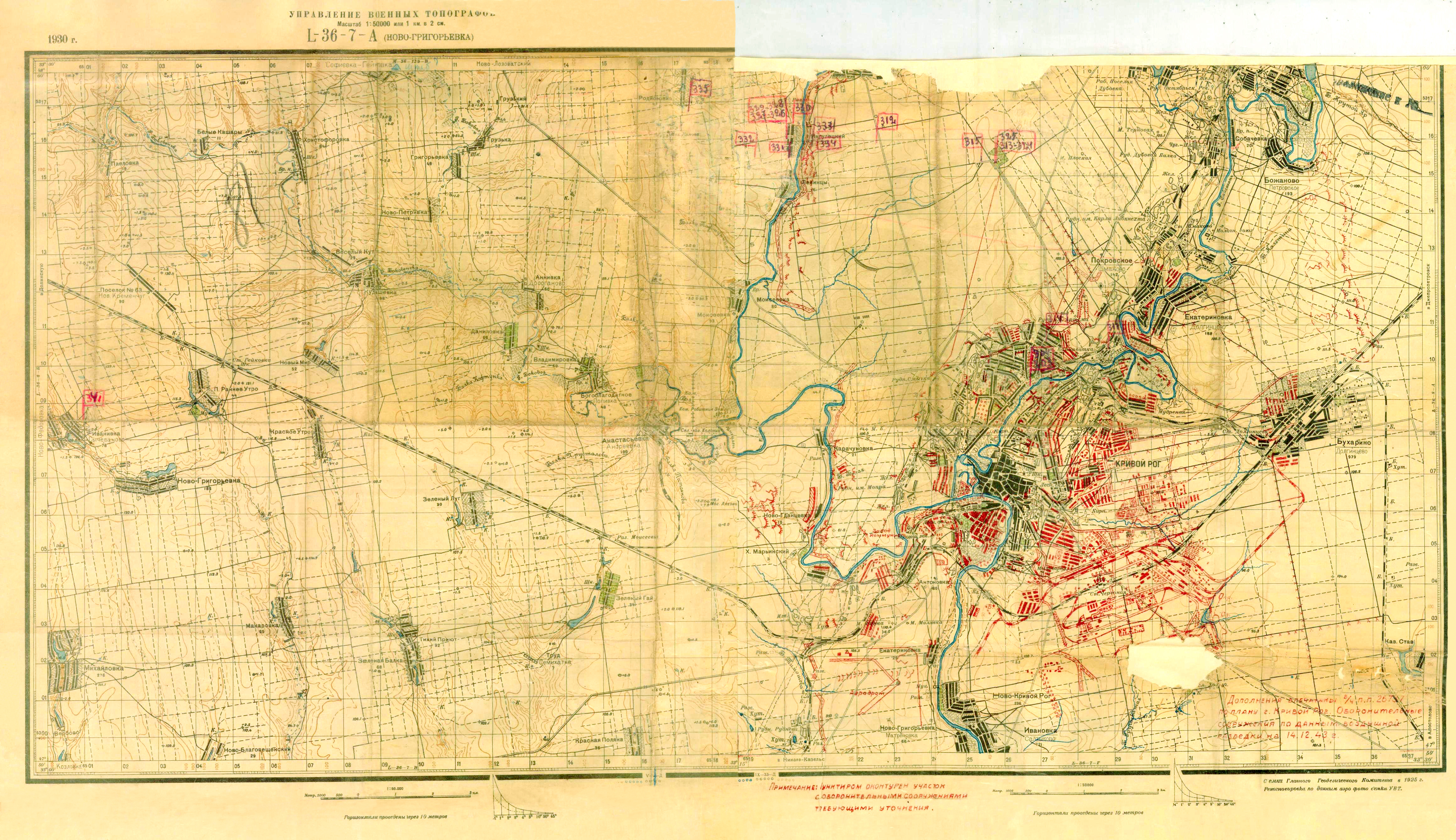
Ново-Кривой Рог на карте 1930 года (съёмка ГГК 1925 года) и оборонительные сооружения, по данным воздушной разведки, на 14 декабря 1943 года, города Кривой Рог и окрестностей

Новый Кривой Рог (Ново-Кривой Рог; укр. Новий Кривий Ріг) — бывшее село, исторический район в Ингулецком районе города Кривой Рог.

## История
Основано в 1872 году. Первые жители — безземельные крестьяне Херсонского уезда, дворовые и актовые крестьяне Ивановки, Дар Сочеванова, Павловки, Евдокиевки и других населённых пунктов. По состоянию на 1881 год, согласно переписи, здесь числилось ревизских душ — 157 мужчин и 153 женщины; по семейным спискам 345 мужчин и 226 женщин. В 1886 году в Новом Кривом Роге насчитывалось 52 двора, население составляло 550 человек.
В 1888 году в Новом Кривом Роге была построена церковь Рождества Богородицы. Село было центром прихода, количество прихожан — 1792 человека.
По состоянию на конец 1896 года село Новый Кривой Рог входило в состав Криворогской волости Херсонского уезда Херсонской губернии. На конец XIX века здесь насчитывалось 110 дворов и жило 580 человек. Была корчма, школа грамоты, в которой обучалось 20 детей: 15 мальчиков и 5 девочек.
Согласно отчёту Херсонской уездной земской управы за 1902 год население Нового Кривого Рога составляло 759 человек (386 мужчин и 373 женщины). В селе существовало несколько учебных заведений. Помимо школы грамоты (79 учащихся: 53 мальчика и 26 девочек) действовали также церковно-приходская школа (126 учащихся: 105 мальчиков и 21 девочка) и основанная в 1900 году частная еврейская школа (87 учеников).
В 1919—1923 годах село было центром Новокриворожской волости Криворожского уезда Екатеринославской губернии.
В 1946 году село Новый Кривой Рог было центром Новокриворожского сельского совета, в состав которого входили окрестные населённые пункты: Войково, Ивановка, Ново-Григорьевка, Скелеватка, Миролюбовка.

## Характеристика
Поселение располагалось на левом берегу реки Ингулец, севернее современного жилмассива ЮГОКа. Оказалось в границах промзоны. Ликвидировано.